# Mami Yamaguchi
Mami Yamaguchi (japanska: 山口麻美, Yamaguchi Mami), född 13 augusti 1986 i Tokyo, är en japansk tidigare fotbollsspelare, som vanligtvis hade positionen mittfältare eller anfallare. Hon har spelat för Umeå IK och Hammarby IF DFF i Damallsvenskan, och för Japans damlandslag i fotboll.
Den 5 maj 2021 meddelade Detroit City FC att Yamaguchi skulle spela mittfältare i deras damlag, samt vara assisterande tränare för deras juniorlag på damsidan.

## Klubblag
Med Umeå IK blev Yamaguchi svensk mästare Damallsvenskan 2008, samt spelade final i Uefa Women's Cup 2007/2008 och spelade även fyra matcher (ett mål) i UWC 2008/2009.

### Fotnoter
1. 1 2  Detrit City FC (11 maj 2021). ”Welcome @mamigucchi to Detroit City!” (på engelska). twitter.com. Twitter. https://twitter.com/detroitcityfc/status/1389990475059372036. Läst 11 juli 2022.
2. 1 2  ”M. Yamaguchi” (på engelska). soccerway.com. Soccerway. https://uk.women.soccerway.com/players/mami-yamaguchi/27330/. Läst 11 juli 2022.